# ミッチェル郡 (カンザス州)
ミッチェル郡 (Mitchell County、標準省略：MC) はアメリカ合衆国カンザス州に位置する郡である。2000年現在、人口は6,932人である。最大都市及び郡庁所在地はBeloitである。

## 地理
アメリカ合衆国統計局によると、この郡は総面積1,861 km2 (719 mi2) である。このうち1,813 km2 (700 mi2) が陸地で49 km2 (19 mi2) が水域である。総面積の2.62%が水域である。

### 隣接する郡
- ジュエル郡 (北)
- クラウド郡 (東)
- オタワ郡 (南東)
- リンカーン郡 (南)
- オズボーン郡 (西)

## 人口動勢
2000年現在の国勢調査で、この都市は人口6,932人、2,850世帯、及び1,863家族が暮らしている。人口密度は4/km2 (10/mi2) である。2/km2 (5/mi2) の平均的な密度に3,340軒の住宅が建っている。この都市の人種的な構成は白人97.61%、アフリカン・アメリカン0.52%、先住民0.40%、アジア0.30%、太平洋諸島系0.03%、その他の人種0.23%、及び混血0.91%である。ここの人口の0.88%はヒスパニックまたはラテン系である。
この郡内の住民は24.50%が18歳未満の未成年、18歳以上24歳以下が8.50%、25歳以上44歳以下が22.50%、45歳以上64歳以下が23.10%、及び65歳以上が21.40%にわたっている。中央値年齢は41歳である。女性100人ごとに対して男性は97.40人である。18歳以上の女性100人ごとに対して男性は97.50人である。
この郡内の世帯ごとの平均的な収入は33,385米ドルであり、家族ごとの平均的な収入は41,899米ドルである。男性は26,478米ドルに対して女性は20,220米ドルの平均的な収入がある。この郡の一人当たりの収入 (per capita income) は17,653米ドルである。人口の9.50%及び家族の6.50%は貧困線以下である。全人口のうち18歳未満の13.50%及び65歳以上の7.20%は貧困線以下の生活を送っている。

## 都市及び町
- Beloit
- Cawker City
- Glen Elder
- Hunter
- Scottsville
- Tipton

## 郡区
ミッチェル郡は20の郡区に分かれている。Beloit 市は governmentally independent と見なされ郡区向けの国勢調査外観から除外されている。以下の表内の人口中心は、もしかなりの数ならば、郡区の人口総計を含む最大都市である。

## 教育

### 統一された学校区
- ワコンダ統一教育学区第272
- ベロイト統一教育学区第273